# Adnan Januzaj
Adnan Januzaj (Bruxelas, 5 de fevereiro de 1995) é um futebolista belga-kosovar que atua como meia. Atualmente, joga pelo Sevilla.
Nascido na Bélgica, ele é de origem do Kosovo e sérvia, - seus pais fugiram do Kosovo durante a Guerra Civil Iugoslava na década de 1990.

## Clubes

### Manchester United
Descoberto nas categorias de base do Anderlecht, Januzaj foi contratado pelo Manchester United em 2011, quando tinha quinze anos.
No final da temporada 2011–12, Sir Alex Ferguson, então técnico dos "Red Devils", inscreveu o jovem jogador com o número 44, colocando-o no banco de reservas no jogo contra o West Bromwich, último de sua longa trajetória no comando técnico do United. No entanto, Januzaj não entrou em campo. Teve ainda bom desempenho na pré-temporada, no qual deu uma assistência para o único gol dos ingleses no amistoso frente ao Sevilla.
Sua estreia oficial foi em 11 de agosto de 2013, na decisão da Supercopa da Inglaterra contra o Wigan, entrando no lugar de Robin van Persie. Na Premier League, estreou contra o Crystal Palace, substituindo Ashley Young. Januzaj marcou seus primeiros gols como profissional em 5 de outubro, contra o Sunderland. Em 2014, após a aposentadoria de Ryan Giggs, passou a utilizar a camisa 11. 

### Borussia Dortmund
Em 31 de agosto de 2015 emprestado ao Borussia Dortmund para a temporada 2015–16. Entretanto, após somente seis partidas, o empréstimo foi cancelado e retornou ao Manchester United em 7 de janeiro de 2016.

### Sunderland
Na temporada 2016–17, atuou pelo Sunderland, também por empréstimo. Foi anunciado pelo Sunderland no dia 12 de agosto de 2016.

### Real Sociedad
Em 13 de julho de 2017, foi anunciado como novo reforço do Real Sociedad, que pagou 10 milhões de euros pelo jogador.

### Sevilla
O Sevilla anunciou no último dia da janela de transferências 2022/23, Adnan Januzaj como nova contratação do time da Andaluzia. Januzaj assinou contrato por quatro temporadas com o Sevilla, válido até junho de 2026.[carece de fontes?]

### İstanbul Başakşehir
No dia 3 de fevereiro de 2023, foi emprestado para o İstanbul Başakşehir, da Süper Lig.

### Las Palmas
No dia 24 de julho de 2024, foi novamente emprestado, dessa vez para o Las Palmas.

## Seleção Belga
Por sua origem kosovar, albanesa e sérvia, com parentes espalhados por vários países da Europa, Januzaj poderia integrar as seleções nacionais da Sérvia ou Albânia ou ainda a Seleção Kosovar - que só viria a ser reconhecida pela UEFA e pela FIFA em 2016, quando só era autorizada a realizar amistosos internacionais. No entanto, escolheu defender a Seleção Belga, do país onde nasceu. Sua estreia ocorreu em 27 de maio de 2014 em amistoso contra Luxemburgo quando entrou em campo no intervalo.
Convocado para a Copa do Mundo FIFA de 2014, jogou apenas uma vez na competição, contra a Coreia do Sul. Na Copa do Mundo FIFA de 2018 estreou contra a Inglaterra e marcou o único gol da vitória belga.

## Títulos
Manchester United
- Supercopa da Inglaterra: 2013
- FA Cup: 2015–16[12]

Real Sociedad
- Copa do Rei: 2019–20